# Bank of America Tower (New York)
La Bank of America Tower è un grattacielo, alto 366 m, situato a Midtown, distretto di New York negli Stati Uniti d'America. La torre è collocata sulla Sesta Strada, di fronte al Bryant Park. Il grattacielo è stato disegnato da Cook+Fox Architects per essere uno degli edifici più ecologici del mondo. La costruzione è stata completata nel 2009. Come indica il nome, Bank of America ne è il principale utilizzatore.
La torre ha raggiunto la sua massima altezza il 15 dicembre 2007, quando è stata posizionata la parte finale della guglia più alta.

## Caratteristiche
La torre possiede due guglie: una tocca l'altezza di 366 m, l'altra a 293; quest'ultima è dotata di una turbina eolica che genera parte dell'energia necessaria al sostentamento dell'edificio. Il grattacielo è composto da 55 piani per un'area calpestabile totale di 195 000 m². L'edificio conta 3 scale mobili e 51 ascensori: 50 dei quali servono gli uffici, mentre uno il piano interrato.

## Peculiarità ambientali
Il progetto del grattacielo si basa sul rispetto dell'ambiente e sul risparmio energetico: l'edificio è ricoperto di vetro isolante, in modo da contenere la dispersione di calore e riuscire a massimizzare la luce diurna, questo grazie anche a dei LED che regolano la loro intensità luminosa in base a quella naturale. La torre presenta un sistema capace di raccogliere l'acqua piovana e di riutilizzarla. La Bank of America ha inoltre dichiarato che l'edificio è stato costruito utilizzando materiali riciclati e riciclabili. L'aria che entra nell'edificio viene filtrata, ma anche l'aria ormai esausta viene ripulita. Il grattacielo è stato il primo a essere disegnato per raggiungere una certificazione LEED Platinum.
La Bank of America Tower è stata costruita con un calcestruzzo ricavato da scorie, ovvero sottoprodotti di altoforni. Il calcestruzzo utilizzato per la torre è composto al 55% da cemento, mentre il restante 45% da scorie. L'uso di queste ultime riduce i danni per l'ambiente, essendo necessaria una minor quantità di cemento: questo risparmio porta a una minore produzione di gas serra (ogni tonnellata di cemento che viene prodotta genera nell'atmosfera circa una tonnellata di anidride carbonica).
Il controllo della temperatura della Bank of America Tower e la produzione di parte dell'energia necessaria al sostentamento dell'edificio stesso, contribuiscono a diffondere un minor inquinamento all'interno dell'atmosfera. I vetri isolanti di cui è dotata la torre riducono la perdita termica e permettono di aumentare la trasparenza. Degli speciali sensori si occupano di controllare costantemente la quantità di anidride carbonica presente all'interno dei locali, regolando la ventilazione di aria fresca in base alla presenza più o meno densa del gas.

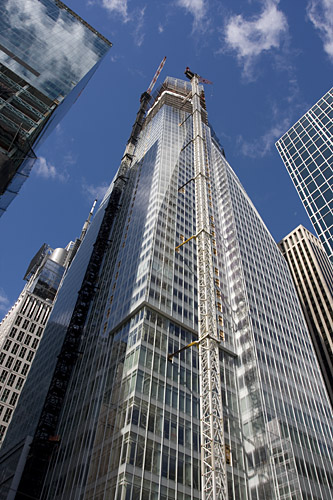
La Bank of America Tower in costruzione nell'Ottobre 2007.

L'aria condizionata è fornita da più colonne d'aria, collocate in svariati punti, che trasportano aria alla temperatura di 17 °C, attraverso un pavimento sopraelevato. Questo sistema di aerazione consente agli utenti di regolare la temperatura del proprio spazio e permette inoltre di migliorare l'efficacia di ventilazione.
Il sistema di raffreddamento produce ed immagazzina ghiaccio durante le ore meno intense per poi utilizzarlo per raffreddare l'edificio nelle ore di punta; il sistema è simile a quello delle batterie di ghiaccio, utilizzato dalla catena giapponese di hotel New Otani.
Grazie alla presenza di orinatoi senz'acqua, il grattacielo risparmia circa 30 milioni di l d'acqua ogni anno, limitando così l'emissione di CO2 e anche le spese economiche.
La torre è dotata di un impianto di cogenerazione da 4,6 megawatt, che fornisce una parte del fabbisogno energetico necessario al grattacielo. La produzione sul posto di parte dell'energia riduce le perdite di trasmissione elettrica.
Nel giugno 2008, la New York Academy of Sciences ha pubblicato un podcast che mostra le caratteristiche ambientali del grattacielo.

## Altezza
La Bank of America Tower è uno degli edifici più alti di New York, considerando sia l'altezza del tetto, che supera i 287 m, sia quella della guglia, che arriva a 366 m. La torre è più alta del Chrysler Building e del New York Times Building, entrambi infatti raggiungono i 319 m di altezza, ma più bassa dell'Empire State Building, che invece tocca quota 449 m.
|                         | Altezza guglia | Altezza tetto |
| ----------------------- | -------------- | ------------- |
| Empire State Building   | 449 m          | 380 m         |
| Bank of America Tower   | 366 m          | 287,9 m       |
| Chrysler Building       | 319 m          | 282 m         |
| New York Times Building | 319 m          | 228 m         |

## Incidenti durante la costruzione
Dal 2006 si sono verificati almeno sei incidenti.
17 ottobre 2007: un container contenente materiale di costruzione si è sganciato intorno alle ore 13:00 provocando danni alla torre e il ferimento di otto persone che si trovavano sul marciapiede.
12 agosto 2008: un pannello di vetro del peso di 680 kg è caduto su un marciapiede ferendo lievemente due persone.
17 settembre 2008: intorno alle ore 15:00 un container contenente detriti ha distrutto una porzione della facciata di vetro, facendone cadere dei frammenti dal 50º piano; nessuno è rimasto ferito.

## Galleria d'immagini

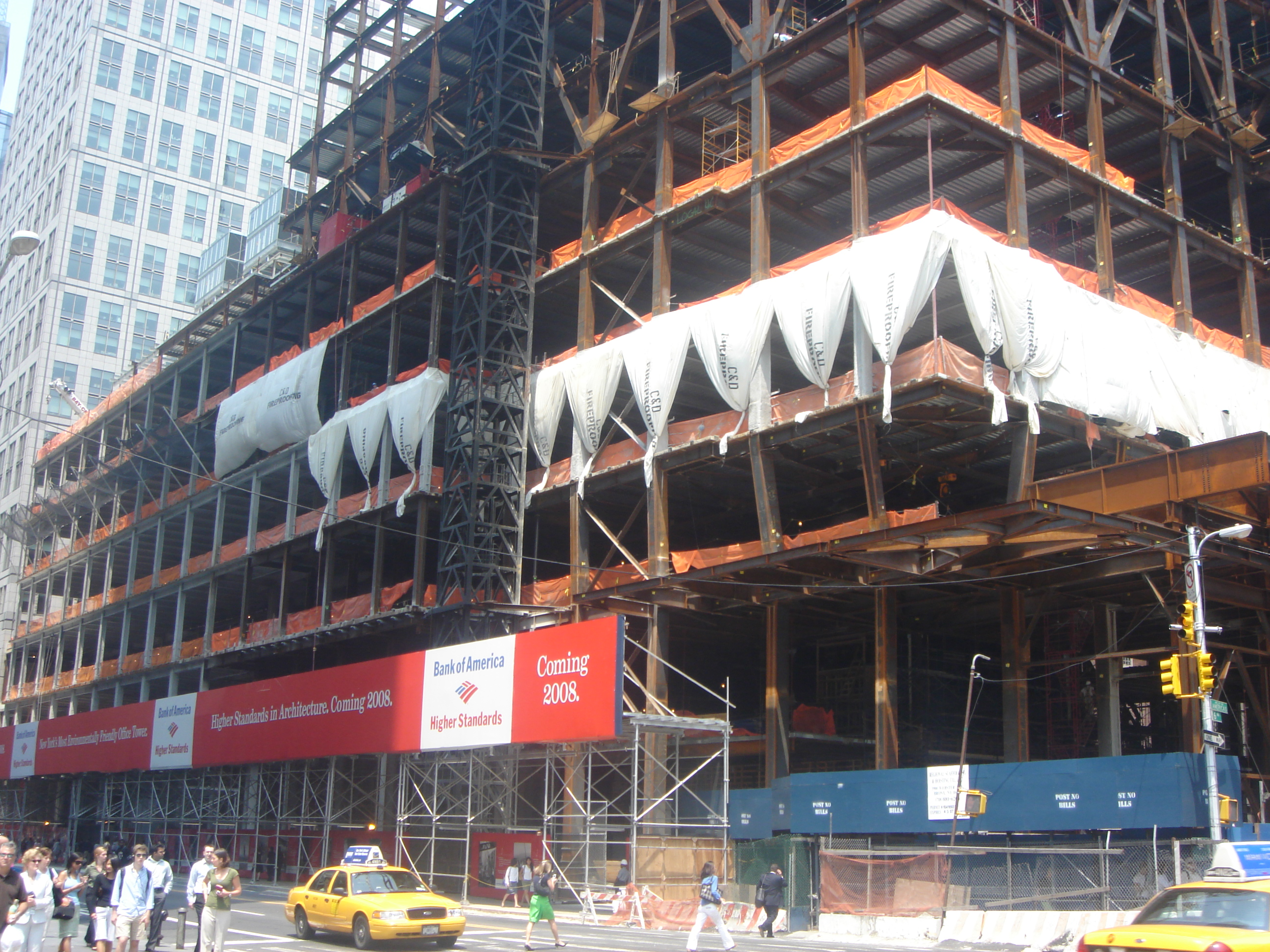
La Bank of America Tower in costruzione nel 2006
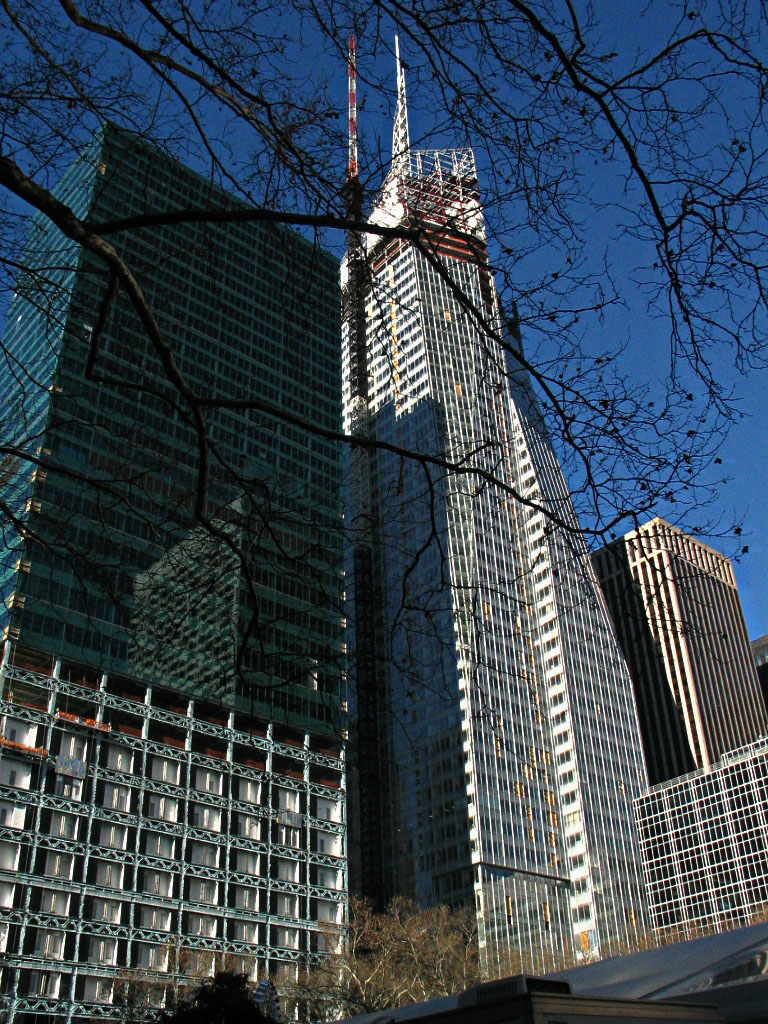
La Bank of America Tower in costruzione nel gennaio 2008
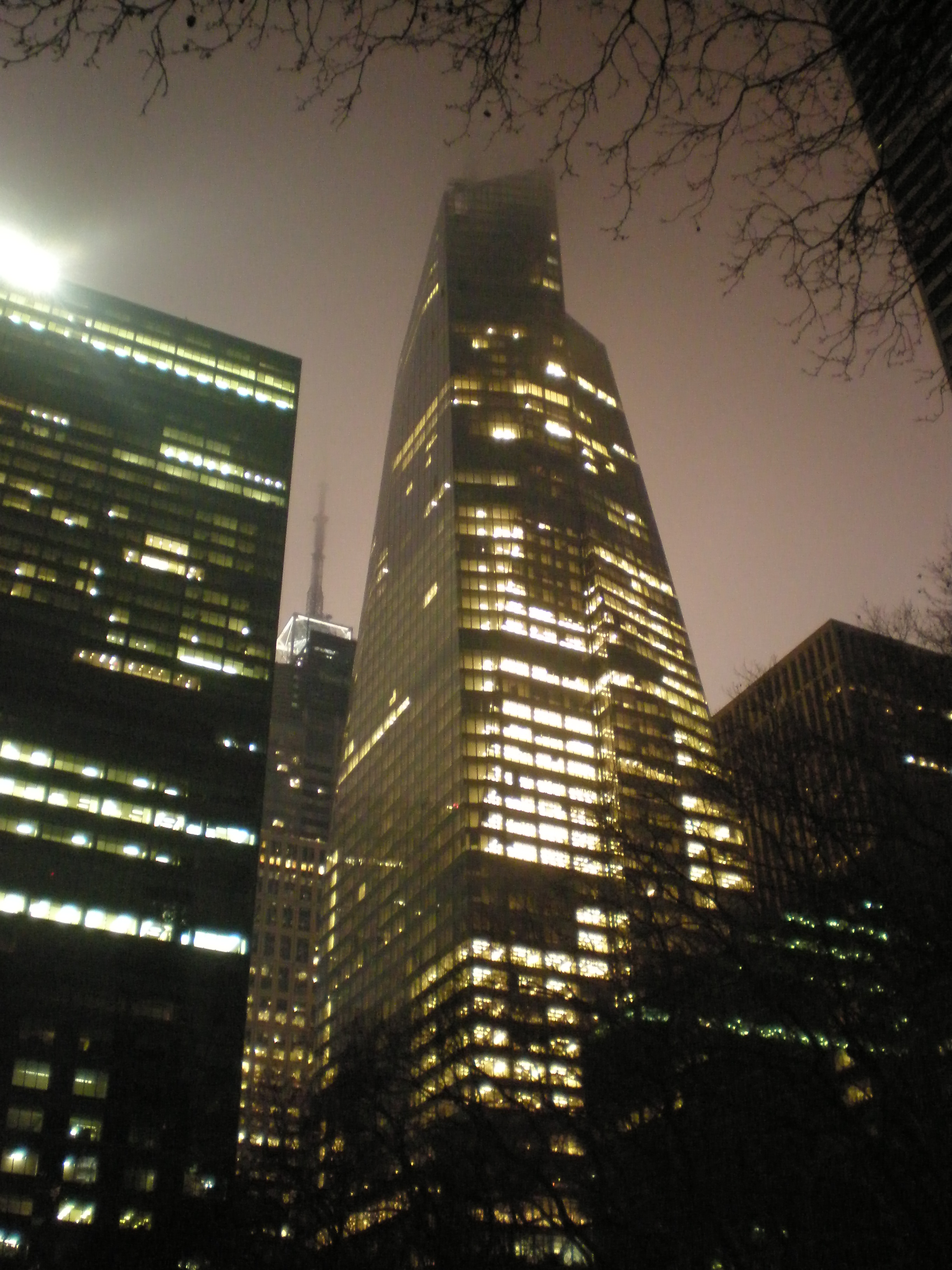
L'edificio di notte
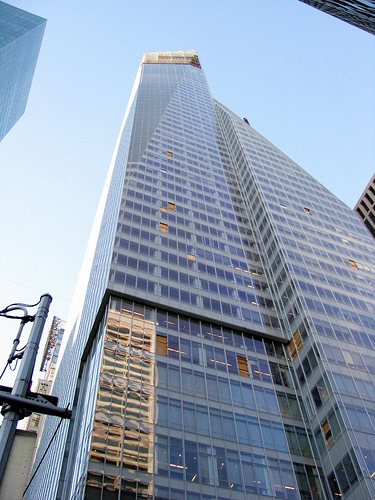
La Bank of America Tower vista dal basso
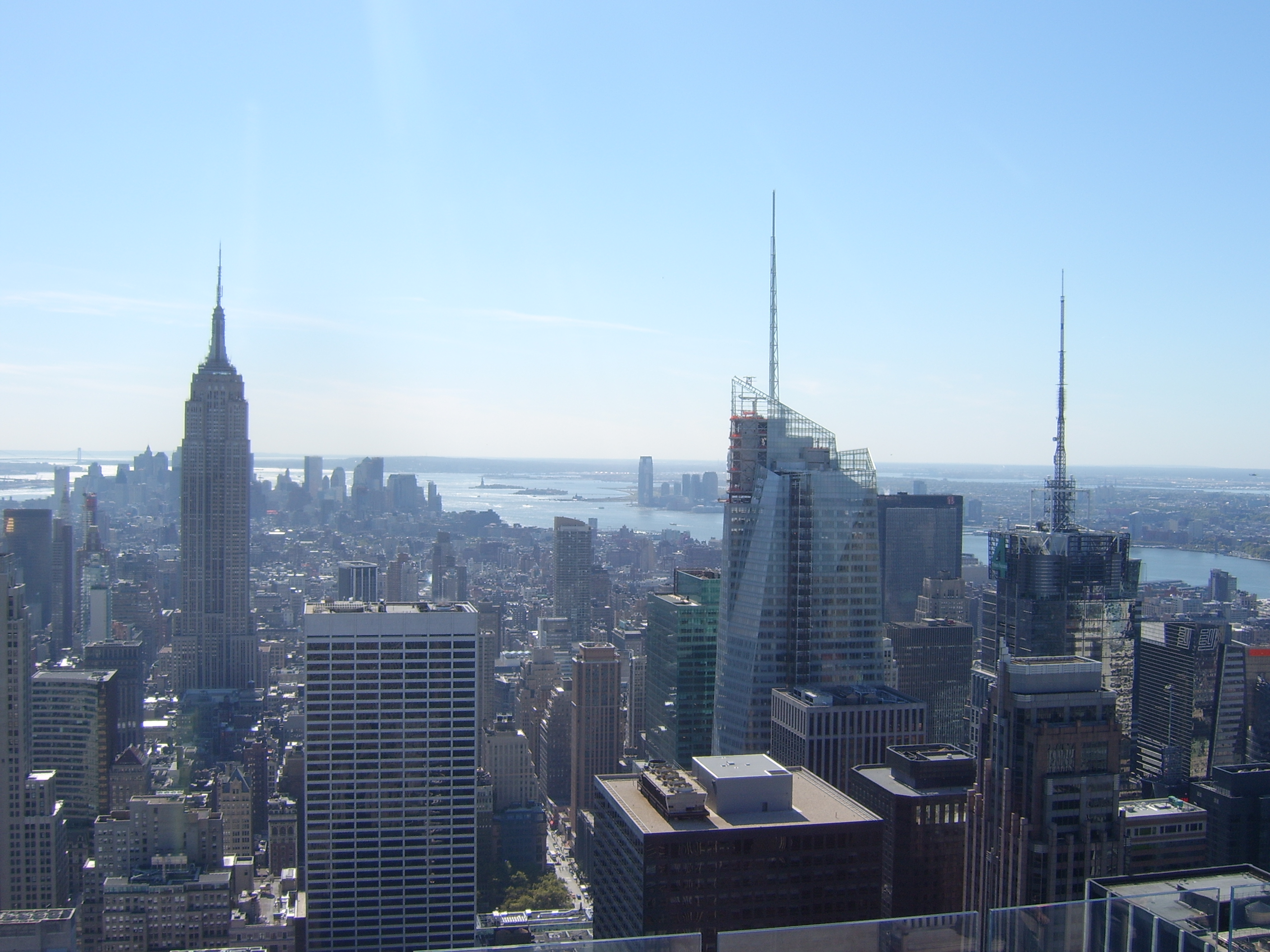
La torre nello skyline di New York